# Bathyconchoecia caini
Bathyconchoecia caini är en kräftdjursart som beskrevs av Ellis 1989. Bathyconchoecia caini ingår i släktet Bathyconchoecia och familjen Halocyprididae. Inga underarter finns listade.